# Náhrobek Skrbenských z Hříště
Náhrobek Skrbenských z Hříště se nachází na hřbitově při farním kostelu Archanděla Michaela v obci Hošťálkovy v okrese Bruntál. K 18. 9. 1972 byl zapsán jako kulturní památka, je evidován v Ústředním seznamu kulturních památek ČR. V sousedství je další, mramorový náhrobek Skrbenských.

## Historie
Karel Traugott svobodný pán Skrbenský z Hříště (8.9.1716 – 28.2.1790) obdržel zámek Hošťálkovy od svého otce Karla Františka Skrbenského z Hříště, byl ženatý s manželkou Marií Gabrielou von Popen, se kterou měl osm dětí. Za jeho života byl zámek centrem kultury a také byl rozšířen. Náhrobek objednaly tři dcery Skrbenských u sochaře Amanda Strausse. V roce 2015 byl náhrobek opravován.

## Popis
Pískovcový klasicistní náhrobek Karla Skrbenského a jeho ženy Gabriely z roku 1792 je složen z osmi částí. Náhrobek je vysoký 3,2 metry a široký 2,1 metr. Na třídílném podstavci má ve středu nápisová deska a po stranách reliéfy se znaky. Na podstavec nasedá štíhlý jehlan v jehož spodní části jsou busty zesnulých. Po stranách jsou alegorie Smrt (nalevo) a Smutek (napravo). Pod nimi v horní části jehlanu jsou reliéfy lebky s hnáty a nad nimi krucifix.
Nápis na desce:
| „ | HIER RVHT / CARL TRAVGOTT FREYHERR V. SKRBENSKY / ERB. HERR DER HERRSCHAFTEN GOTSCHDORF MOKER /STREMPLOV: IRKKA. MAIE GEHEIMER RAT VND KA/MMER HERR GEBORN DEN VIII. SEPTEMBER /MDCCXVI. GESTORBEN DEN XXVI. FEBRVAR MDCCL /XXXX. VERMAEHLDT DEN XI. IANVAR MDCCXXXX MIT / GABRIELA GEBORNEN FREYIN V. POPPENSTERN. KRE= / VTZ ORDENSDAME. FRAV V. WEISSAAG LIPTIN / VND IACOBOWITZ. GEBORN. DEN VIIII. APRIL MDCC/XXII. GESTORBEN DEN XVIII. MAERZ MDCCLXXXVIII. / HERR SEY EINGEDENK IHRER / TVUGENDEN VND SCHENKE IHNEN DIE EWIGE RVHE. / DIESES GRABMAHL WVRDE ERRICHTET VON IH / REN DANKBAREN TOCHTERN GABRIELA FREYIN COMTESSA COELESTA MARIA VERMAEHLTEN GRAEFIN SOBECK. V. VINCENTA REYIN V. VERMAEHLTEN SKRBENSKI MDCCLXXXXIIII. | “ |